# (777) Gutemberga
(777) Gutemberga est un astéroïde de la ceinture principale découvert par Franz Kaiser le 24 janvier 1914. Il a été ainsi baptisé en hommage à Johannes Gutenberg (1400-1468), imprimeur allemand, qui - en Europe - inventa et développa les techniques d'imprimerie.